# Алі II (маї Борну)
Алі II (*д/н —1680/1684 або 1694) — 29-й маї (володар) і султан Борну в 1639/1645—1680/1684 або 1657—1694 роках.

## Життєпис
Походив з Другої династії Сейфуа. Син маї Умара III. Посів трон після смерті останнього за різними відомостями 1639, 1645 або 1657 року.
1648 року здійснив свій перший хадж. Під час його перебування в Мецці на Борну напали племена туарегів на півночі та конфедерація коророфа на півдні. Про перебіг війни нічого невідомо, але ймовірно вона змінювалася перемир'ями, оскільки в 1656 і 1667 роках Алі II ще двічі здійснив хадж.
Завершив війну з кочівниками 1668 року, здолавши коророфа. 1671 року спільно з хауськими державами Кацина і Кано, які визнали його зверхність, остаточно знищив конфедерацію коророва. Туареги та їх союзник султанат Агадес визнали владу Борну ще до того. 
В подальшому знову встановив зверхність над хауськими державами (за джерелами хауса — лише над східнохауськими державами), чому сприяла боротьба за трон в Канно та війни Кацини з сусідами. До кінця правління Алі II відбувається нове політично-військове й економічне піднесення Борну.
Помер за різними відомостями 1680, 1684 або 1694 року. Йому спадкував син Ідріс IV.